# Gastrotheca trachyceps
Gastrotheca trachyceps es una especie de anfibios de la familia Amphignathodontidae.
Es endémica de Colombia.
Su hábitat natural incluye montanos tropicales o subtropicales secos y praderas tropicales o subtropicales a gran altitud.
Está amenazada de extinción por la pérdida de su hábitat natural.